# Kontrust
Kontrust is een Oostenrijkse cross-overband. Ze is in 2001 ontstaan uit de groep Suicide Mission.
In 2006 won de band de Austrian Newcomer Award. De eerste videoclip was voor het nummer "Phonosapiens". In datzelfde jaar speelde de band op freeride- en snowcross-wedstrijd Vertical Extreme.
In 2008 begon Kontrust met de opname van hun tweede album. Ook stonden ze voor de eerste keer bij het FM4 Frequency Festival op het podium. In 2009 volgde een optreden op het Nova Rock Festival. Op 19 juni 2009 verscheen in Oostenrijk het album Time To Tango. "The Smash Song" was de eerste single van het album. Hun doorbraak in Nederland kwam in 2010 met het nummer "Bomba".

## Discografie

### Albums
| Album met eventuele hitnotering(en) in de Nederlandse Album Top 100 | Datum van verschijnen | Datum van binnenkomst | Hoogste positie | Aantal weken | Opmerkingen |
| ------------------------------------------------------------------- | --------------------- | --------------------- | --------------- | ------------ | ----------- |
| Time to tango                                                       | 25-09-2009            | 27-02-2010            | 58              | 2            |             |
| Second Hand Wonderland                                              | 30-04-2012            |                       |                 |              |             |
| Explositive                                                         | 2014                  |                       |                 |              |             |

### Singles
| Single met eventuele hitnotering(en) in de Nederlandse Top 40 | Datum van verschijnen | Datum van binnenkomst | Hoogste positie | Aantal weken | Opmerkingen              |
| ------------------------------------------------------------- | --------------------- | --------------------- | --------------- | ------------ | ------------------------ |
| Bomba                                                         | 2010                  | 20-02-2010            | tip13           | -            | #47 in de Single Top 100 |

## Discografie
- Teamspirit 55 (2001, ep)
- Make Me Blind (2003, ep)
- We!come Home (2005)
- Phonosapiens (2006, single)
- Go (2008, Single)
- Time To Tango (2009)
- The Smash Song (2009, single)
- Bomba (2009, Single)
- On The Run (2010, single)
- Zero (2010, single)
- Czas Na Tango (2011, single, alleen MP3-download)
- Sock 'n Doll (2012, single)
- Second Hand Wonderland (2012)
- The Butterfly Defect (2012, single)
- Hey DJ! (2013, single)
- Just Propaganda (2014, single)
- Explositive (2014)
- Dance (2016, single)